# Шульжик, Валерий Владимирович
Валерий Владимирович Шульжик (27 июля 1939, Хабаровск — 30 сентября 2020, Москва) — советский и российский детский писатель, поэт, драматург и сценарист. Член Союза писателей России.

## Биография
В 1946 году вместе со своими родителями Валерий переехал на Сахалин, где пошёл в школу. Позже жил в Ленинграде и в 1957 году вернулся на Дальний Восток. Работал матросом и рулевым на пароходе, театральным электриком, а также актёром — в Хабаровском краевом ТЮЗе имени Ленинского комсомола. В театре юного зрителя Валерий проработал несколько лет, а затем стал старшим инспектором краевого управления культуры.

### Творчество
Начал писательскую деятельность в 1959 году. В 1963 году вышла его первая книжка «Два арбуза» (стихи для детей). Позже окончил Высшие литературные курсы при Литературном институте в Москве. Помимо стихов писал прозу и пьесы для детского театра. Популярность ему принес четырёхсерийный мультфильм «Приключения поросёнка Фунтика», снятый по его сценарию.

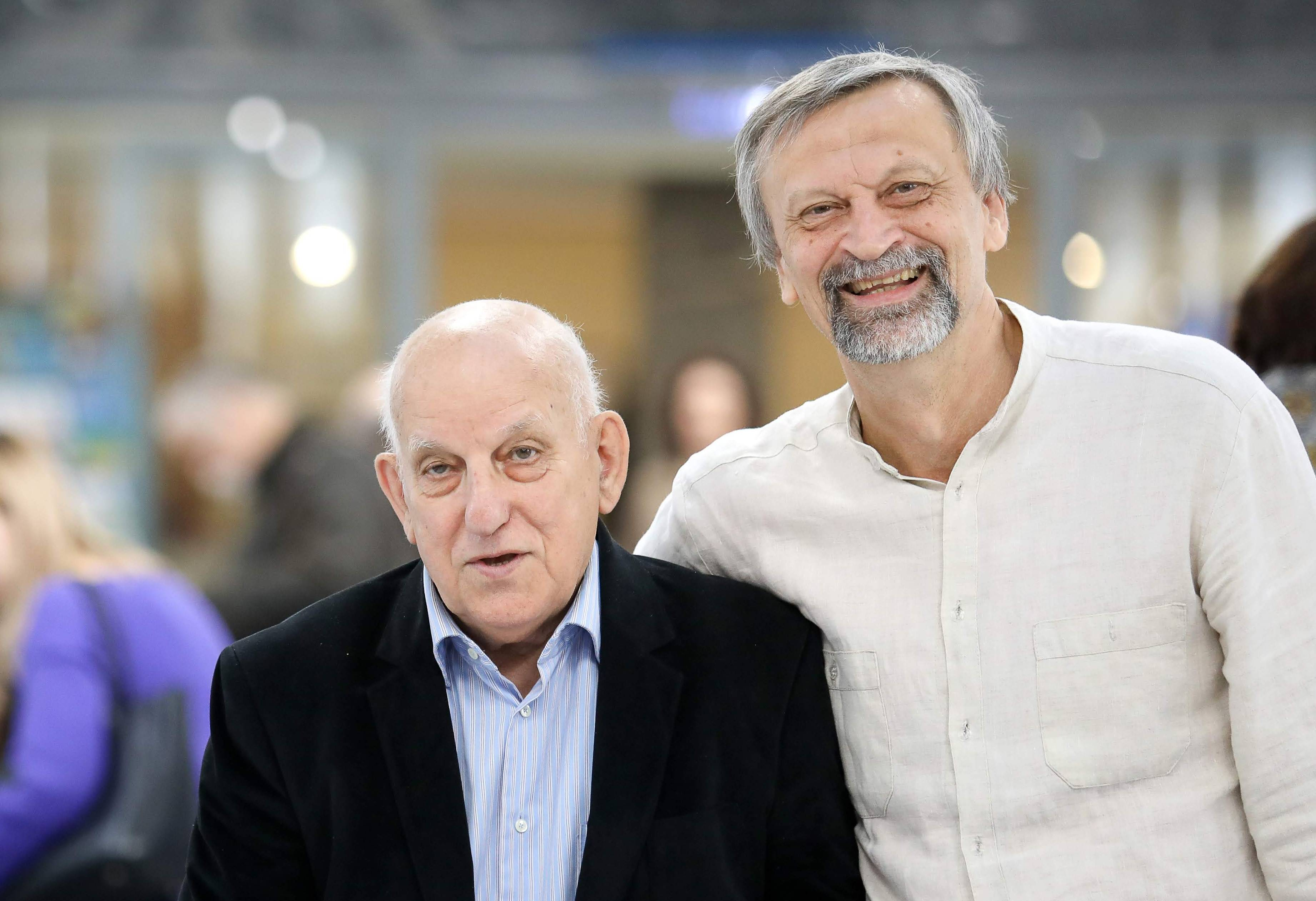
Писатели Валерий Шульжик и Юрий Нечипоренко в Российской государственной детской библиотеке

Умер 30 сентября 2020 года. Похоронен на Востряковском кладбище.